# Phyllanthus holostylus
Phyllanthus holostylus là một loài thực vật có hoa trong họ Diệp hạ châu. Loài này được Milne-Redh. miêu tả khoa học đầu tiên năm 1937.